# Bardau
Bardau (arab. الباردو, fr. (Le) Bardo) – miasto w północno-wschodniej Tunezji, w zespole miejskim Tunisu, w gubernatorstwie Tunis. Według spisu ludności w 2014 roku liczba mieszkańców wynosiła 71 961.

## Główne zabytki miasta
- Dawny pałac bejów Tunisu z XVIII w.
- Muzeum Narodowe Bardo z 1888 r.